# MERKIS
MERKIS (Maßstabsorientierte Einheitliche Raumbezugsbasis für Kommunale Informationssysteme) ist ein vom Deutschen Städtetag entwickelter Standard, der für die topographischen Daten von Gemeinden verwendet wird, um die Daten verschiedener Fachbereiche und Gemeinden miteinander vergleichbar zu machen.
Um zu verhindern, dass beim Verarbeiten von Geodaten aus unterschiedlichen Digitalisiergrundlagen geometrische Inkonsistenzen entstehen, hat der Deutsche Städtetag 1988 seinen Mitgliedern empfohlen, geographische Informationssysteme in drei Maßstabsebenen nach dem MERKIS-Konzept aufzubauen. Die Grundlage dafür sind die Basisdaten der Vermessungsverwaltungen. Die einheitliche Raumbezugsbasis von MERKIS ist somit das übergeordnete Gauß-Krüger-Landeskoordinatensystem.
MERKIS definiert drei selbständige maßstabsorientierte Raumbezugsebenen (RBE):
- Grundstufe (Maßstab 1:500/1.000)
- 1. Folgestufe (Maßstab 1:2.500/5.000)
- 2. Folgestufe (Maßstab 1:10.000/50.000)